# Cäsar Pinnau

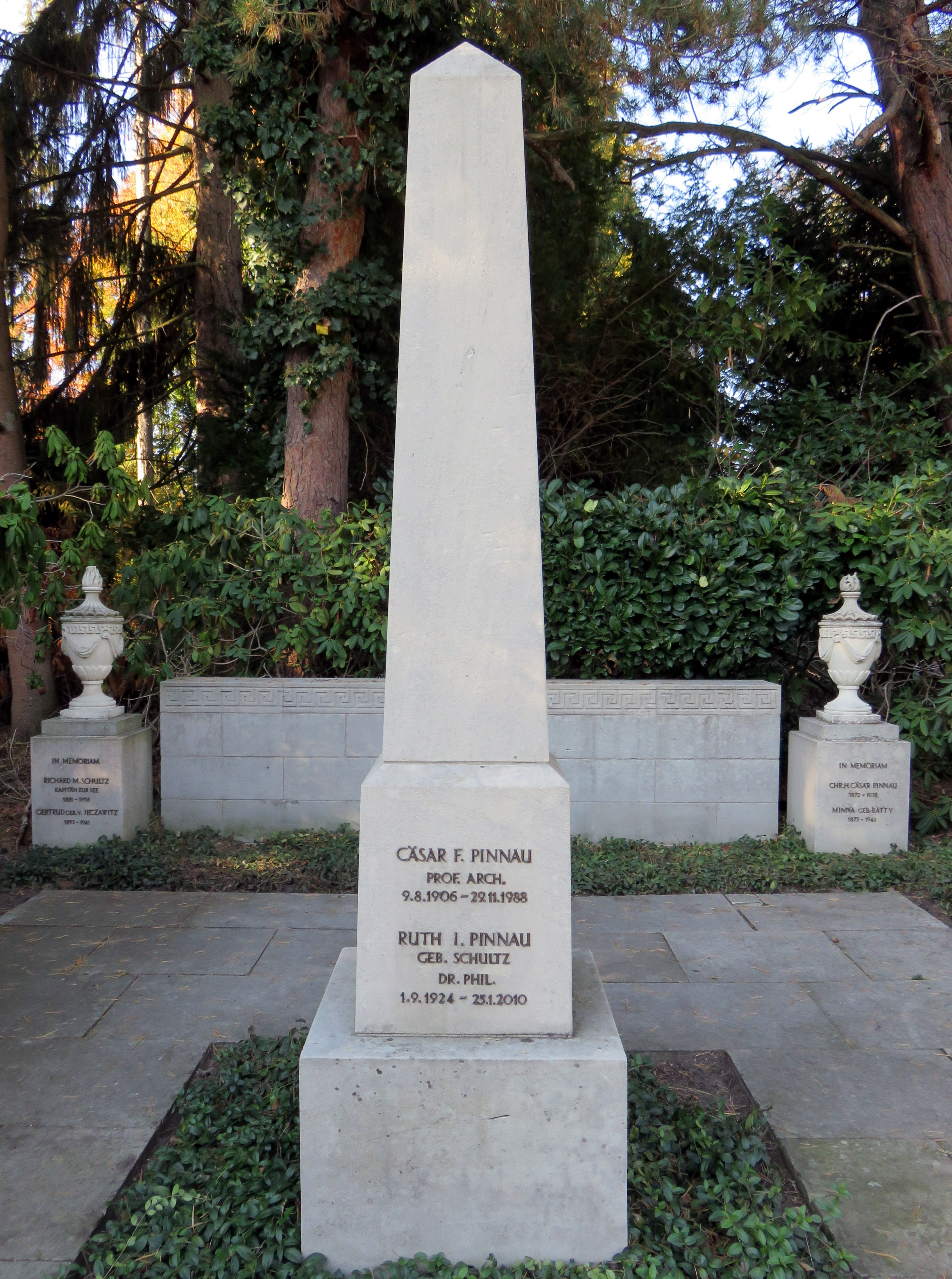
Grab von Cäsar Pinnau auf dem Friedhof Ohlsdorf

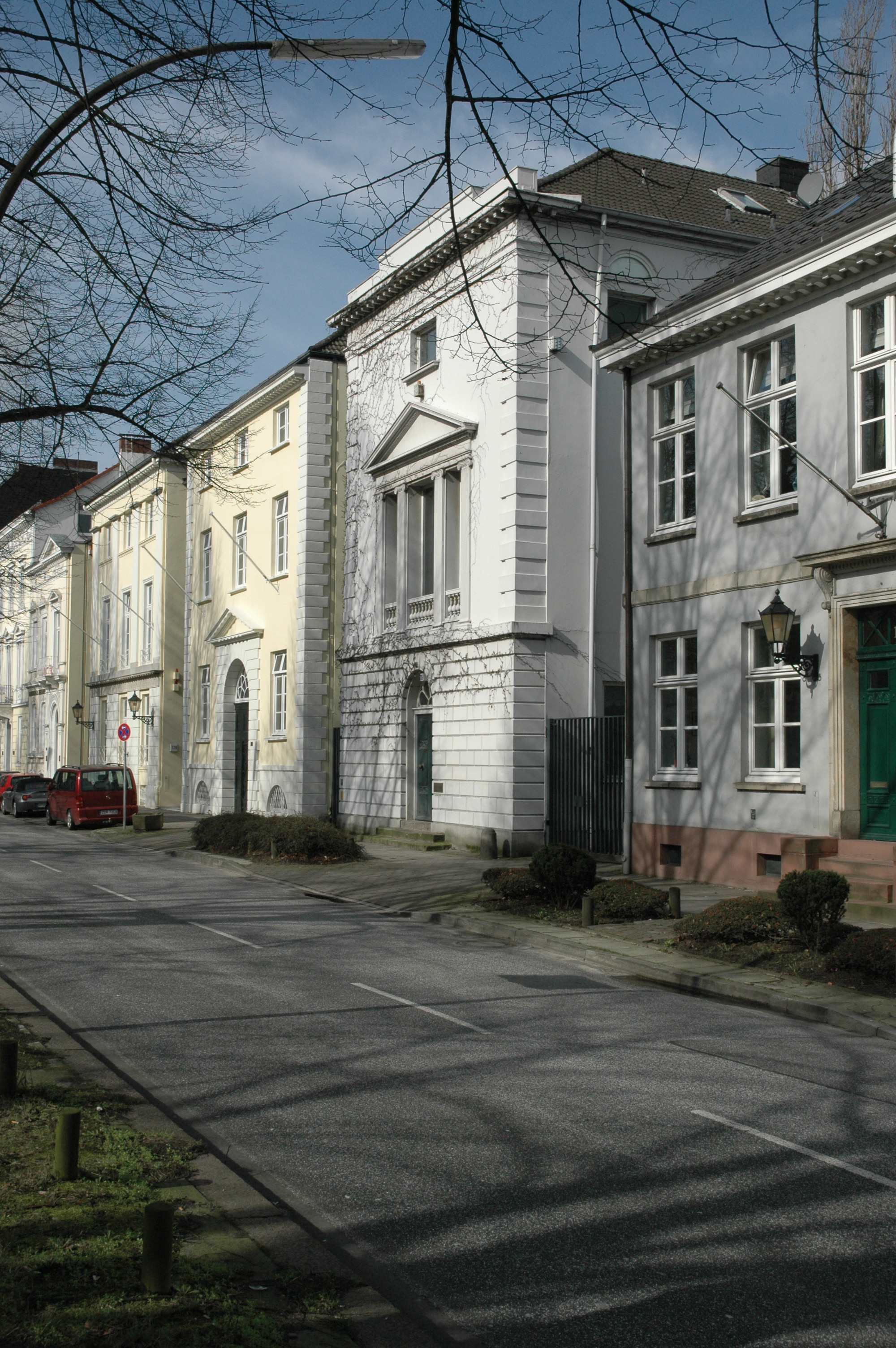
Cäsar Pinnaus Atelier in Altona

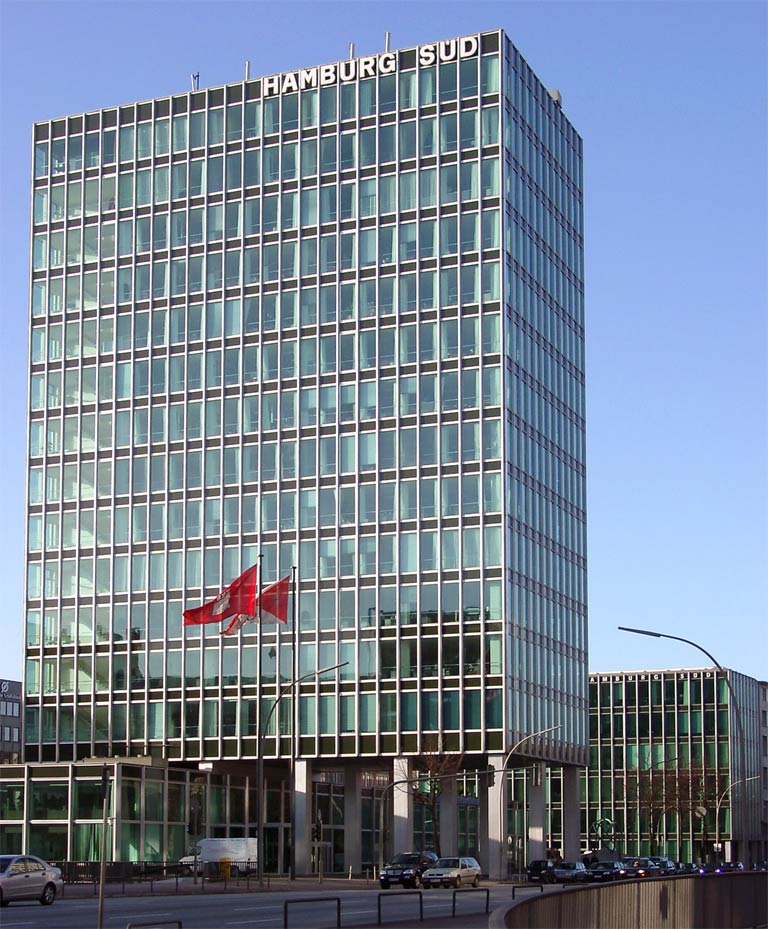
Hamburg-Süd-Gebäude (1961–1964)

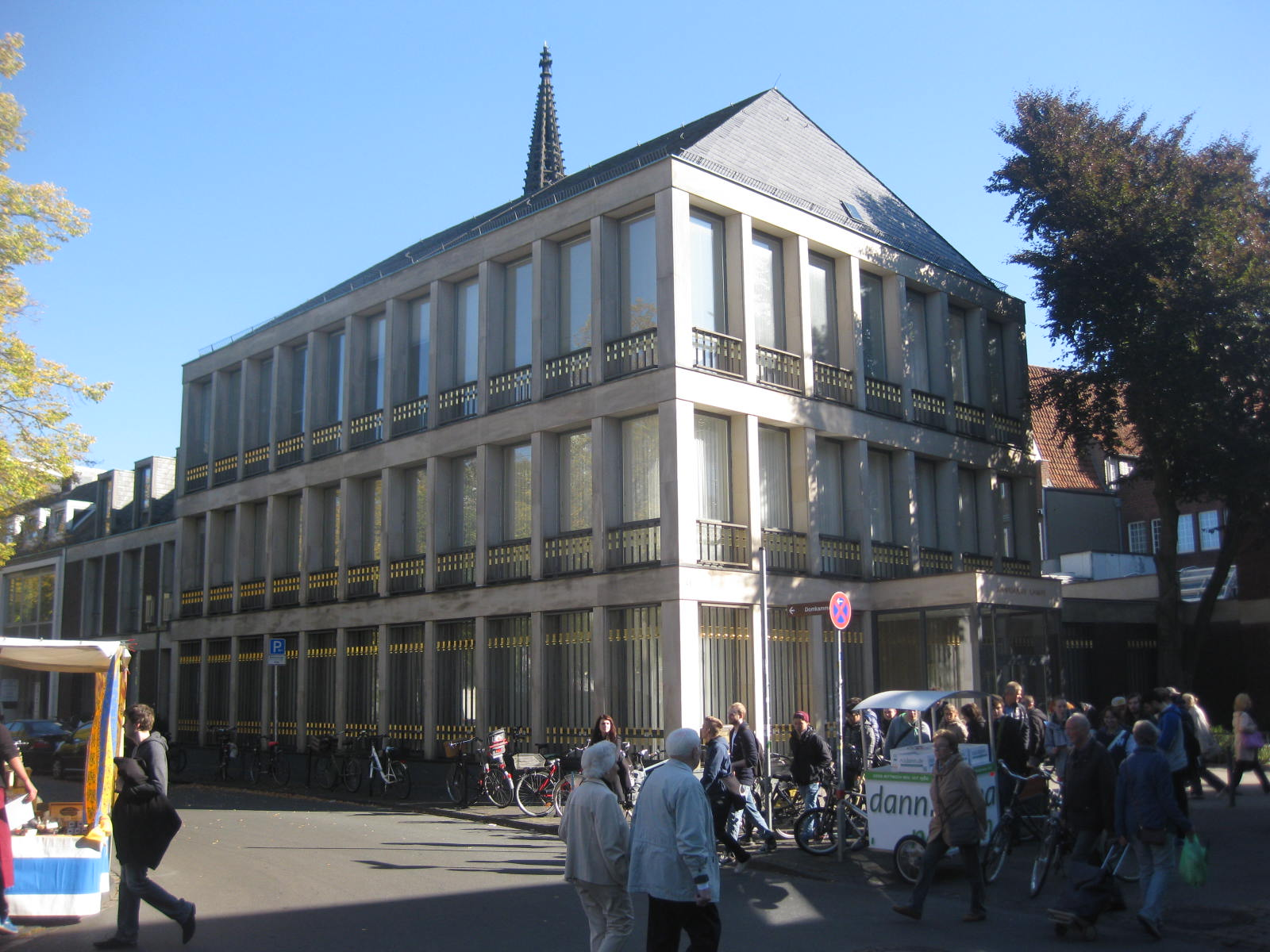
Bankhaus Lampe (1962)

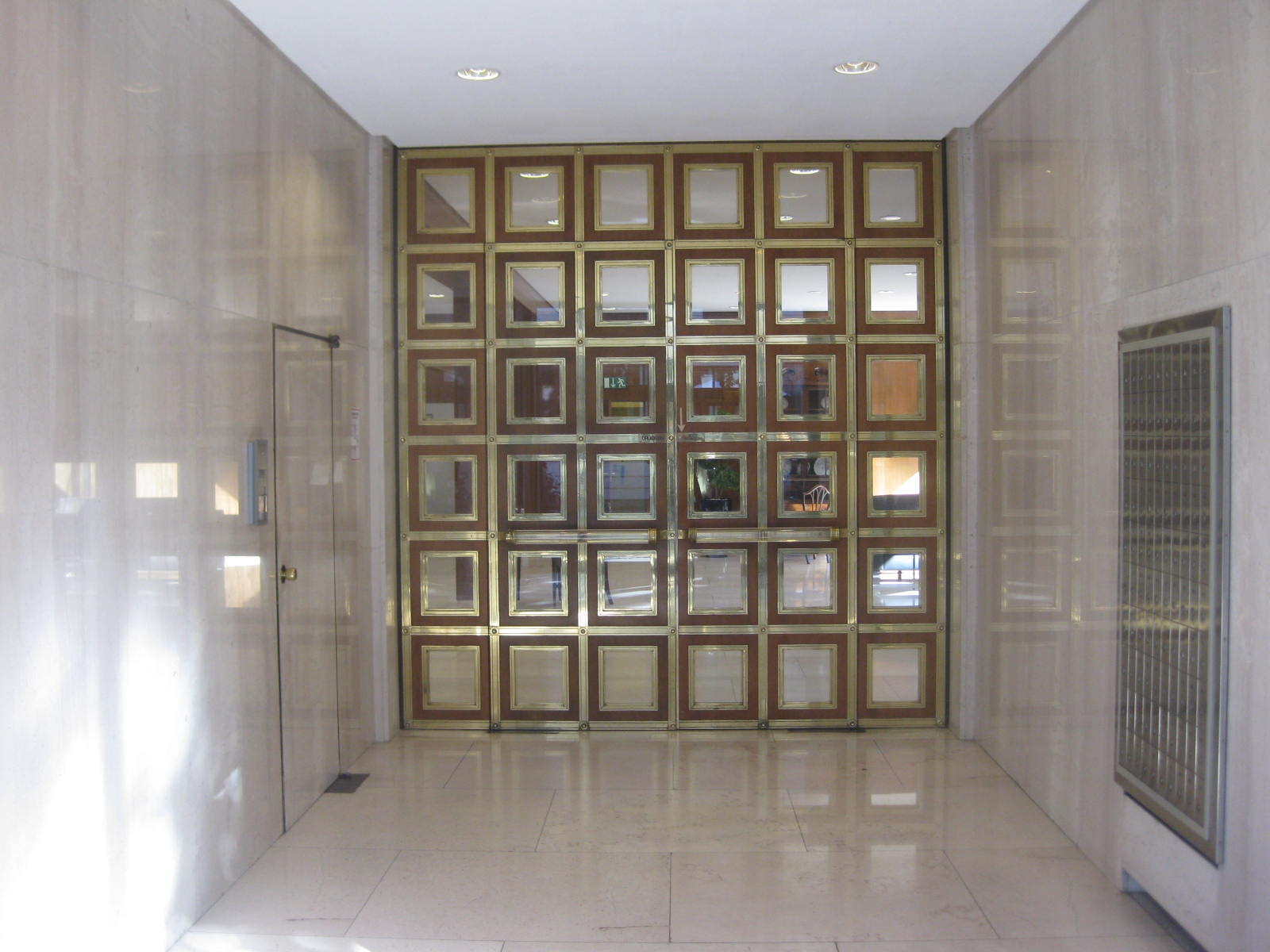
Bankhaus Lampe (Eingang)

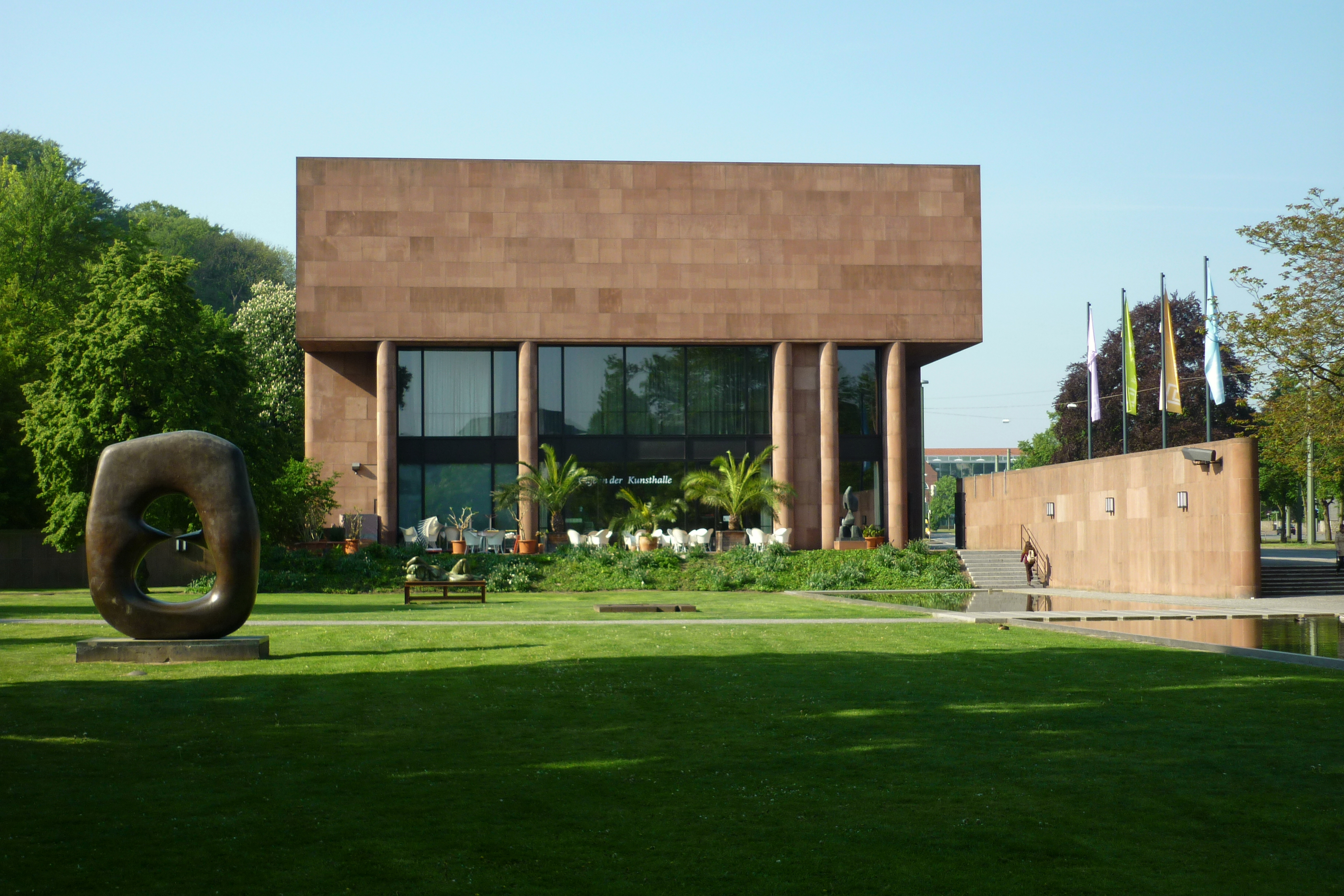
Skulpturengarten Kunsthalle Bielefeld (1967)

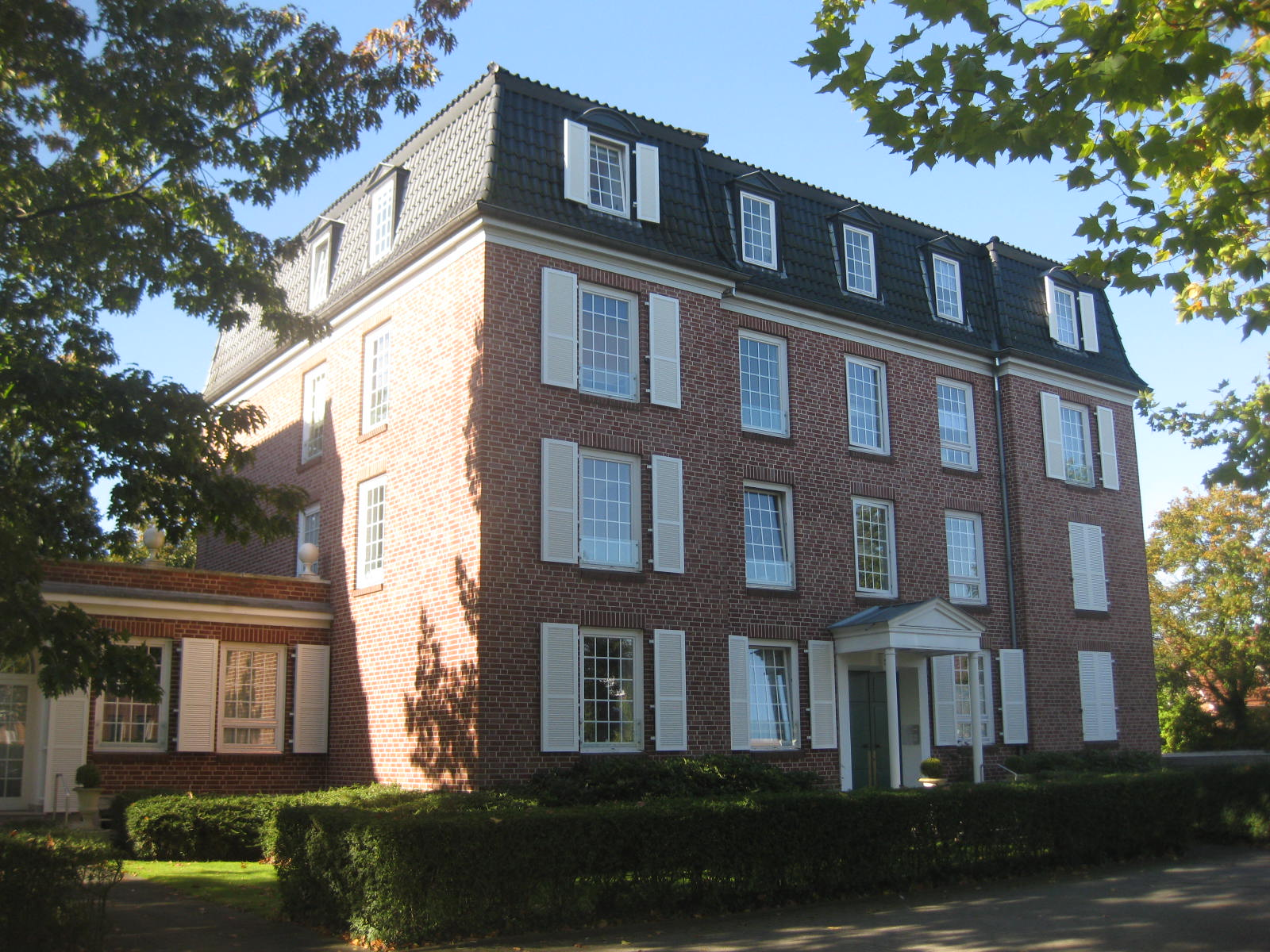
Wohnresidenz Münster-Kinderhaus (1984)

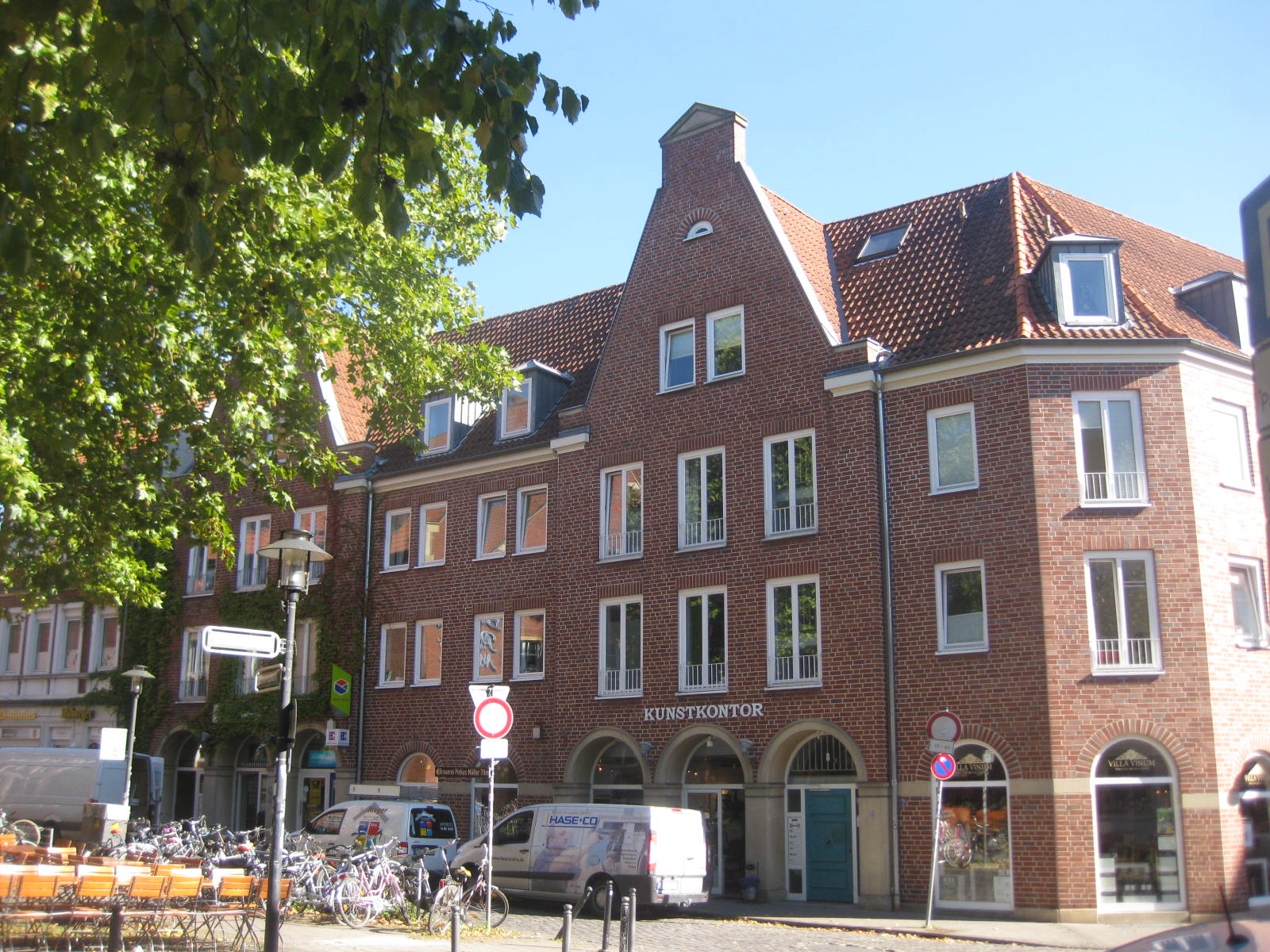
Wohn- und Geschäftshäuser am Rosenplatz in Münster/W (1985–1986)

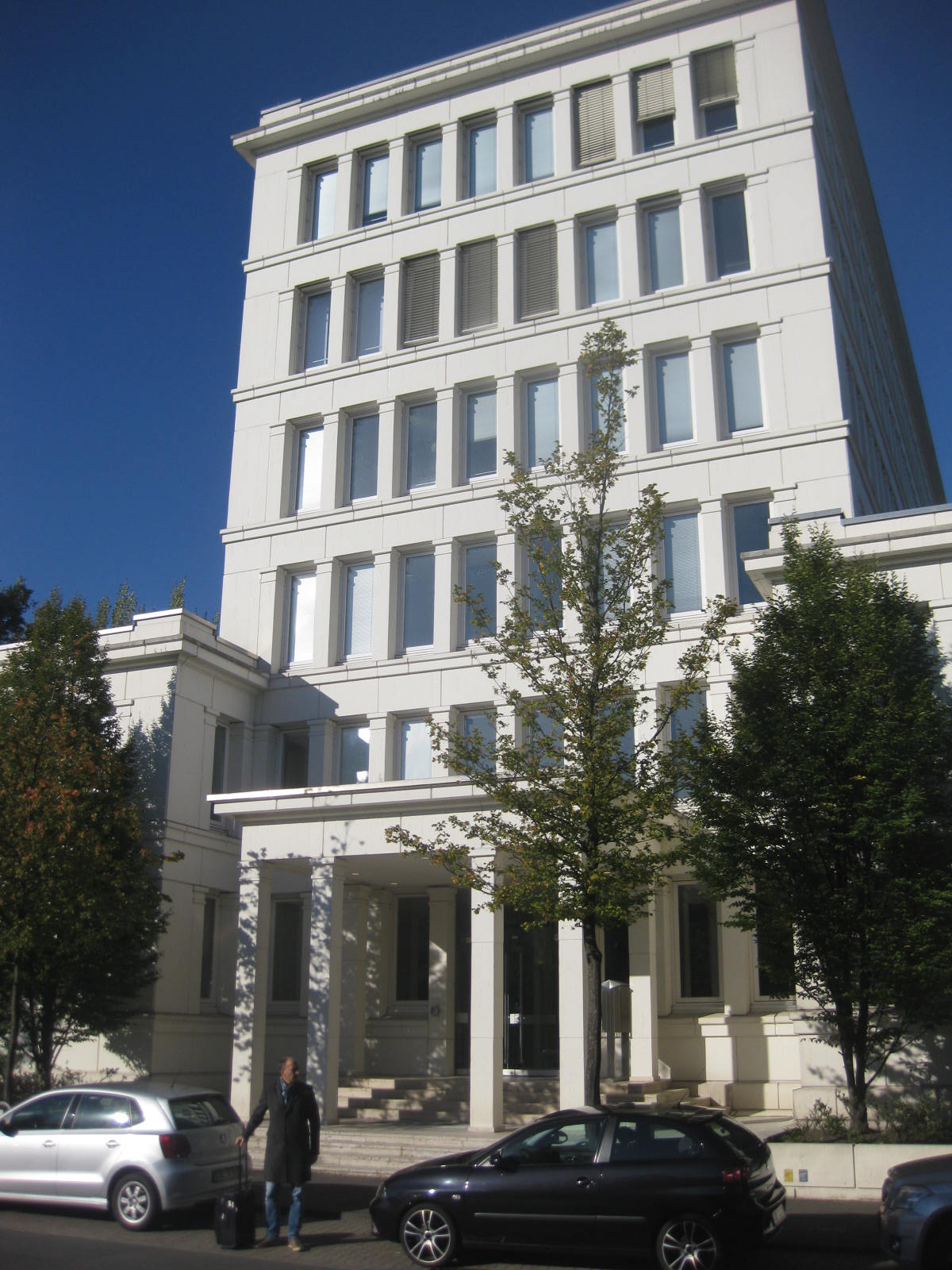
Bürogebäude in Münster/W

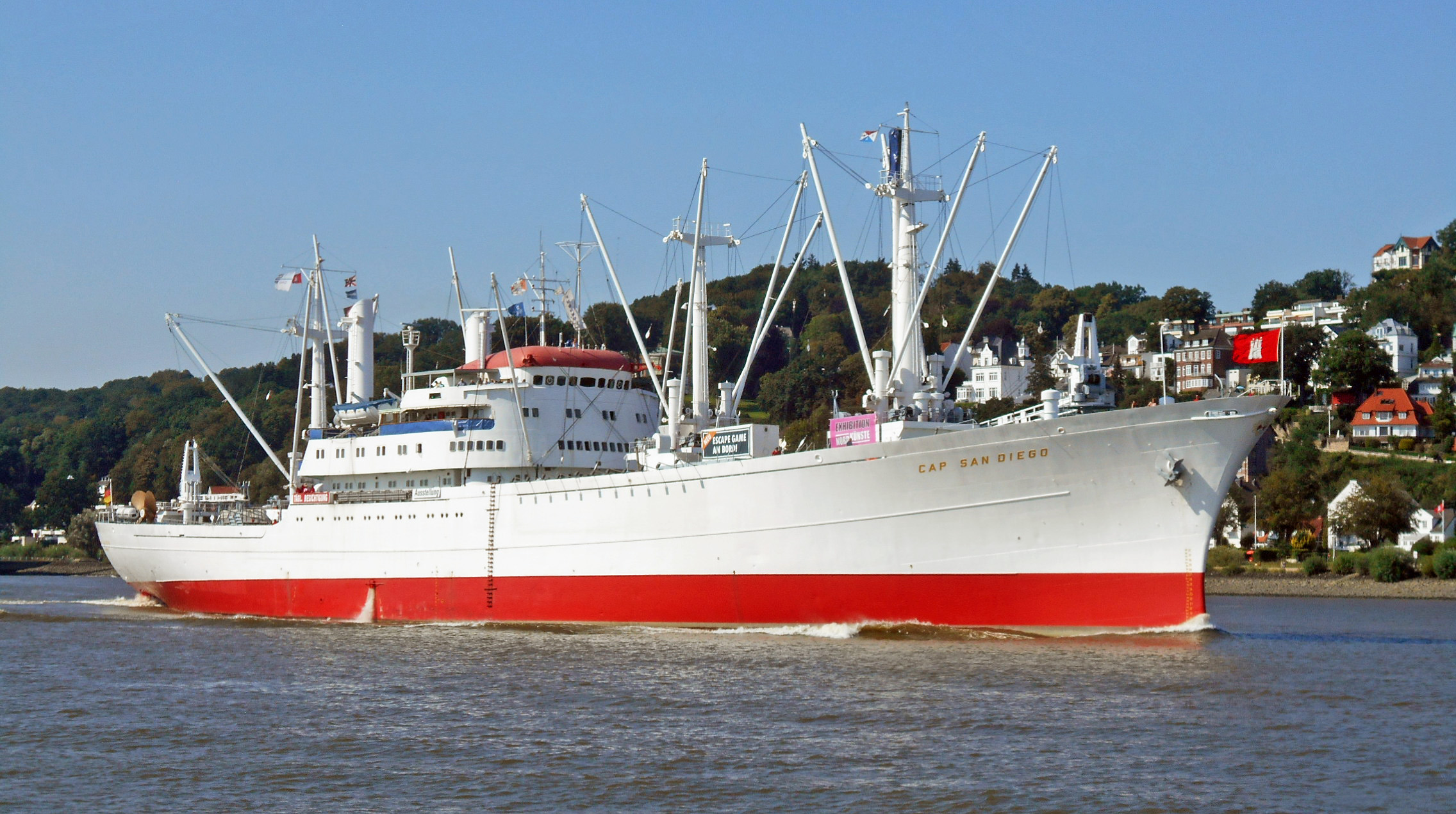
Cap San Diego der Hamburg Süd

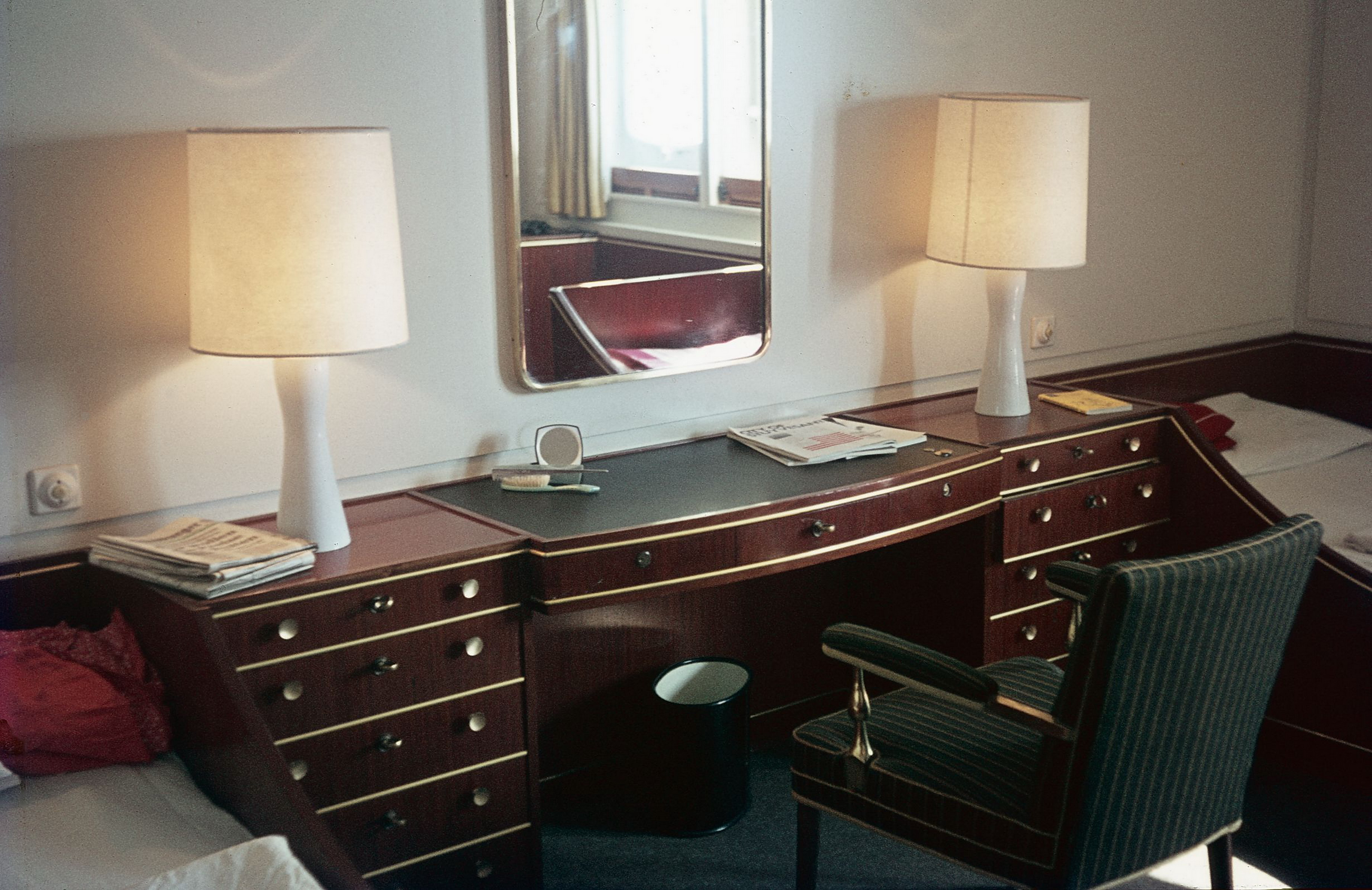
Zweierkabine der Cap San Antonio

Cäsar F. Pinnau (* 9. August 1906 in Hamburg; † 29. November 1988 ebenda) war ein deutscher Architekt.

## Leben
Nach einer Tischlerlehre im väterlichen Betrieb in Hamburg studierte er in Abendkursen in Berlin Architektur und Innenarchitektur, kurz darauf an der Staatsschule für angewandte Kunst in München bei Richard Berndl, Emil Preetorius und Joseph Wackerle.

### Bis 1945
Pinnau wurde nach seinem Studium Mitarbeiter des Architekten Fritz August Breuhaus de Groot in Düsseldorf und Berlin. Für ihn entwarf er von 1930 bis 1937 u. a. repräsentative Villen. Zu seinen Arbeiten gehörte auch der Passagiertrakt des Luftschiffes LZ 129 „Hindenburg“ sowie Entwürfe für Passagierdampfer wie z. B. 1928–1929 die Bremen.
Ab April 1937 arbeitete Cäsar Pinnau selbstständig als Architekt zunächst in Hamburg und baute im selben Jahr für seinen zukünftigen Schwiegervater, den Hamburger Kaufmann Max Adolph Eduard Müller, in Groß Flottbek ein Wohnhaus. Am 31. Oktober 1937 beantragte Pinnau die Aufnahme in die NSDAP und wurde rückwirkend zum 1. Mai desselben Jahres aufgenommen (Mitgliedsnummer 5.852.437) – nach Einschätzung des Architekturhistorikers Ulrich Höhns „wohl eine Marketing-Maßnahme, um Aufträge zu bekommen“. Im Mai 1938 heiratete er die Kunststudentin und spätere Mitarbeiterin Sibylle Müller (1917–2012, Trennung 1955), die ihn in allen Fragen der Innenarchitektur beriet. Das Paar zog nach Berlin, wo Albert Speer ihn entdeckte und ihm bis Kriegsende Staatsaufträge vermittelte. Darunter waren die Renovierung des Reichspräsidentenpalais anlässlich des Staatsbesuchs von Benito Mussolini, 1938 die Innengestaltung der Neuen Reichskanzlei sowie der Japanischen Botschaft im Tiergarten und die Planung von Bauten für die Nord-Süd-Achse. Im Jahr 1944 berief ihn Speer in den Arbeitsstab für den Wiederaufbau bombenzerstörter Städte unter Konstanty Gutschow und sah für Pinnau u. a. die Planung zum Wiederaufbau von Bremen vor. Von 1940 bis 1945 war er Professor an der Staatlichen Hochschule für Bildende Künste in Berlin. Pinnau stand 1944 in der Gottbegnadeten-Liste des Reichsministeriums für Volksaufklärung und Propaganda.

### Nach 1945
Seine Arbeit für das nationalsozialistische Regime und besonders für den Generalbauinspektor Speer verhinderte in der Nachkriegszeit zwar, dass er staatliche Aufträge erhielt, beeinträchtigte ansonsten aber kaum seine weitere berufliche Karriere.
Nach dem Zweiten Weltkrieg machte er sich erneut als Architekt in Hamburg selbstständig mit einem Büro in Frankfurt am Main. Ab Mai 1947 bezog er eine Wohnung mit Atelier in der Alten Rabenstraße 12, nahe der Außenalster gelegen. Einer der ersten Aufträge war der Umbau der Hansa Bank (1948–1950, später: Commerzbank in der Altstadt von Hamburg).
Ab 1949 hatte er sein Atelier am Gänsemarkt und baute 1951 sein eigenes Wohnhaus an der Elbchaussee. Pinnau war zeitlebens der Hausarchitekt von Rudolf-August Oetker. Für ihn baute er Privatvillen und für sein Firmen-Konglomerat Verwaltungssitze und Fabriken. Für Oetkers Reederei, die Hamburg Süd, entwarf Pinnau 1950 zunächst die Inneneinrichtungen der ersten vier Schiffe der Santa-Klasse, deren Äußeres sich noch an der Vorkriegsgestaltung orientierte. Bei zwei weiteren etwas größeren Einheiten dieser Klasse kamen dann erstmals die weichen Formen des New Look in der Gestaltung der Aufbauten zum Tragen. Im Januar 1953 stellte die Reederei Hamburg Süd das erste Schiff dieses neuen Typs in Dienst, die Santa Teresa, im März folgte die Santa Inés. Ab Februar 1955 folgten die Cap-Schiffe, die bis 1956 acht Einheiten umfasste. Die weitestgehende Umsetzung des New Look bildeten die sechs Schiffe der Cap San-Reihe die 1961 mit der Cap San Diego ihren Abschluss fand.
Ab 1951 war er für Aristoteles Onassis tätig, er renovierte 1951 den Geschäftssitz der Olympic Maritime in Hamburg, und betreute den Umbau eines ehemaligen Kriegsschiffs zur Luxusyacht Christina O. Auch für die ab 1953 in Deutschland gebauten Schiffe (u. a. Tina Onassis) war Pinnau als Gestalter verantwortlich.
Im Jahr 1961 bezog er ein neues Wohnhaus am Bismarckstein 3 in Hamburg-Blankenese. Seit 1966 hatte er ein Atelier im Neuen Wall 44; 1974 renovierte er das ehemalige Atelier des wohl einflussreichsten Architekten des klassizistischen Stils im nördlichen Europa Christian Frederik Hansen an der Palmaille 116 in Hamburg-Altona.
Zu seinen Werken mit großer Bekanntheit in Hamburg gehören u. a. das Hochhaus Hamburg Süd und die heute als Museums-Schiff genutzte Cap San Diego an den St. Pauli-Landungsbrücken.
Für Onassis legte er 1975 erste Entwürfe des späteren Olympic Tower in New York vor, dieses Gebäude wurde dann von Skidmore, Owings and Merrill realisiert.
1988 starb Cäsar Pinnau in Hamburg und wurde in der von ihm selbst entworfenen Grabstätte auf dem Ohlsdorfer Friedhof im Planquadrat AD 13 westlich oberhalb Nordteich am „Millionärshügel“ begraben.

## Familiäres
Mit seiner ersten Ehefrau Sibylle hatte er drei Kinder, geboren 1940, 1942 und 1944. Im Jahre 1957 ehelichte er seine zweite Ehefrau, die Kunsthistorikerin Ruth Irmgard Petersen, geb. Schultz (1924–2010). Wie sein Vater war auch sein Großvater Tischlermeister und stammte ursprünglich aus Hamburg-Allermöhe.

## Bauten (Auswahl)
- 1937: Wohnhaus in Groß Flottbek
- 1951: eigenes Wohnhaus an der Elbchaussee 245
- 1951: Geschäftssitz der Olympic Maritime, (Renovierung der Villa Beit) in Hamburg-Pöseldorf
- 1954: Treppenhaus im Senator-Hayn-Haus am Ballindamm in Hamburg
- 1954: Landhaus In de Bost (Vorbesitzer: Otto Hübener), Sanierung zur Oetker-Villa in Hamburg-Nienstedten
- 1954: Villa für Vincent Bohlen, Elbchaussee 241[7]
- 1955: Elbkurhaus in Hamburg-Nienstedten
- 1956: Clubhaus Der Club an der Alster Hallerstraße
- 1959: Villa für Willy Schlieker, Elbchaussee 274
- 1960– 1961: August-Kühne-Haus, Geschäftshaus der Spedition Kühne & Nagel in Bremen (2017 abgerissen)
- 1961–1964: Hamburg-Süd-Gebäude an der heutigen Willy-Brandt-Straße 59 im Bezirk Hamburg-Mitte
- 1962: Bankhaus-Lampe-Niederlassung am Domplatz (Münster)
- 1963: Château de Montjeu (Teilrestaurierung), Wohnsitz von Willy Manchot in Broye im Département Saône-et-Loire (Frankreich)
- 1966–1968: Kunsthalle Bielefeld (Bauleitung, Architekt Philip Johnson)
- 1969–1988: Schulungsheim für den Deutschen Ring, heute Tagungshotel in Jesteburg[8]
- 1976: Villa für Joachim Fest in Kronberg im Taunus[9]
- 1977–1978: Sudhaus in Kempten
- 1979: Landhaus  in Münster
- 1979–1981: Geschäftshaus in Münster[10]
- 1982: RWB-Unternehmensberatung  in Münster, Regina-Protmann-Straße
- 1984: Wohnresidenz in Kinderhaus (Münster)
- 1985–1986: Wohn- und Geschäftshaus am Rosenplatz in Münster
- 1986: eigene Landhaus-Villa am Blankeneser Baurs Park 3 mit Elbblick[11][12]

## Schiffsausstattungen
- 1953: Turbinentankschiff Tina Onassis
- 1960: Motoryacht für Stavros Niarchos
- 1961: Stückgutschiff Cap San Diego, heute Museumsschiff an den St. Pauli-Landungsbrücken in Hamburg